# Cattedrale di Versailles
La cattedrale di San Luigi (in francese: Cathédrale Saint-Louis de Versailles) è il principale luogo di culto cattolico di Versailles, nel dipartimento delle Yvelines. La chiesa, sede del vescovo di Versailles, è monumento storico di Francia dal 1906.